# Hiệp Thuận, Hiệp Đức
Hiệp Thuận là một xã thuộc huyện Hiệp Đức, tỉnh Quảng Nam, Việt Nam.
Xã Hiệp Thuận có diện tích 30,3 km², dân số năm 2019 là 1.558 người, mật độ dân số đạt 51 người/km².